# Kolala, Koratagere
Kolala là một làng thuộc tehsil Koratagere, huyện Tumkur, bang Karnataka, Ấn Độ.